# Павло Ключина
Павло Ключи́на, також Поль-К., П. Чарський (справжні ім'я і прізвище — Ключник Павло Юхимович; нар. 8 вересня (26 серпня) 1914, Великий Самбір — пом. 2 червня 1972, Ромни) — український поет-байкар, прозаїк, журналіст, педагог; член Спілки письменників України з 1955 року.

## Біографія
Народився 26 серпня [8 вересня] 1914 року в містечку Великому Самборі Великосамбірської волості Конотопського повіту Чернігівської губернії (тепер село Конотопського району Сумської області, Україна) у становій козацькій сім'ї.
Учасник німецько-радянської війни. У 1951 році закінчив Глухівський педагогічний інститут. Член ВКП(б) з 1951 року. Працював педагогом у Великосамбірській середній школі, вчителем у школах Конотопського району та Дубов'язівського району, кореспондентом у сумській газеті «Ленінській правді». 1969 став директором Роменського краєзнавчого музею.

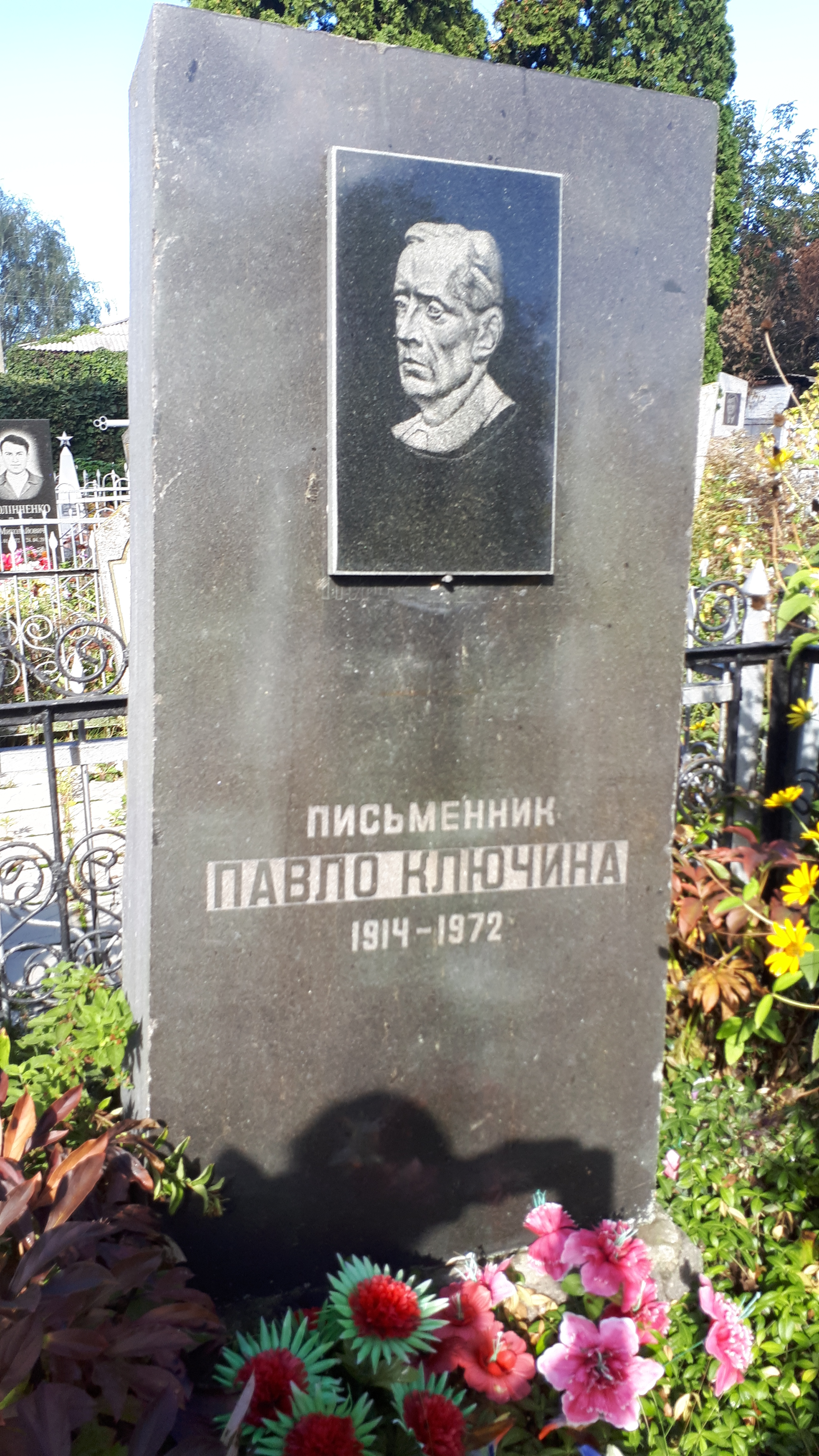
Могила Павла Ключини.

Помер у Ромнах 2 червня 1972 року, похований на міському цвинтарі міста Ромни. На могилі споруджено пам'ятник роботи скульптора Івана Штанова.

## Творчість
З 1944 почав друкуватись в сумській обласній газеті. На постійній основі друкувався з 1948 року за сприяння редактора газети Дубов'язівського району Петра Носенка. Згодом заручився підтримкою класика української літератури — Остапа Вишні, який був вийшов із концтабору.
Дописувач журналу «Перець». Разом із поетами Йосипом Дудкою та Анатолієм Воропаєм, представник роменського гуртка інтелектуального опору комуністичному режиму. Автор книг:
- «Байки» (1955);
- «Кропива» (1957);
- «Лев, Осел та Заєць» (1959);
- «Нові байки» (1960);
- «Пшениця і Кукіль» (1961);
- «Солов'ї та Жаби» (1964);
- «Муха на пасіці» (1965);
- «Ведмідь гне дуги» (1967);
- «Свиня в саду» (1968);
- «Завзяті рогачі: Сатира та гумор» (1968);
- «Сила землі» (1971);
- «Краплини барв земних» (1974);
- «Байки» (1977);
- «Байки та гуморески» (1978).

Окремі байки поета перекладені російською, білоруською, вірменською, болгарською, польською, чеською мовами.
В обласних та районних газетах серії опубліковані історико-літературних нарисів про перебування на Роменщині Тараса Шевченка, Михайла Щепкіна, Марка Кропивницького, Марії Заньковецької.
Похований на Роменському цвинтарі, надгробок зберігся. 

### Оцінка творчості
Член спілки журналістів Валентин Бугрим підкреслює: Павло Ключина працював у часи поновлення брутального тиску на все українське, але це не заважало йому активно друкуватися у популярному журналі гумору і сатири «Перець»:
| Павло Ключина відрізнявся від інших байкарів тим, що у його творах не було звичної моралі в кінці, а був влучний жарт, іронія, які у невимушеній формі змушували замислюватися над піднятою проблемою, - зауважив Валентин Володимирович. Але, на жаль, його ім’я рідко зустрічається в Інтернеті, що допомогло б популяризувати байкаря серед молоді». |
Роменська громадська діячка Надія Карпенко: 
| «В районній газеті «Комуністичним шляхом» найактивніше працювало тріо – Павло Ключина, Йосип Дудка і Анатолій Воропай (тодішній редактор). Незважаючи на небезпечний час, ці друзі тримали високий рівень видання. Вони не просто писали про актуальне, а й поширювали небезпечні на той час ідеї націоналістичного характеру». |

## Вшанування пам'яті

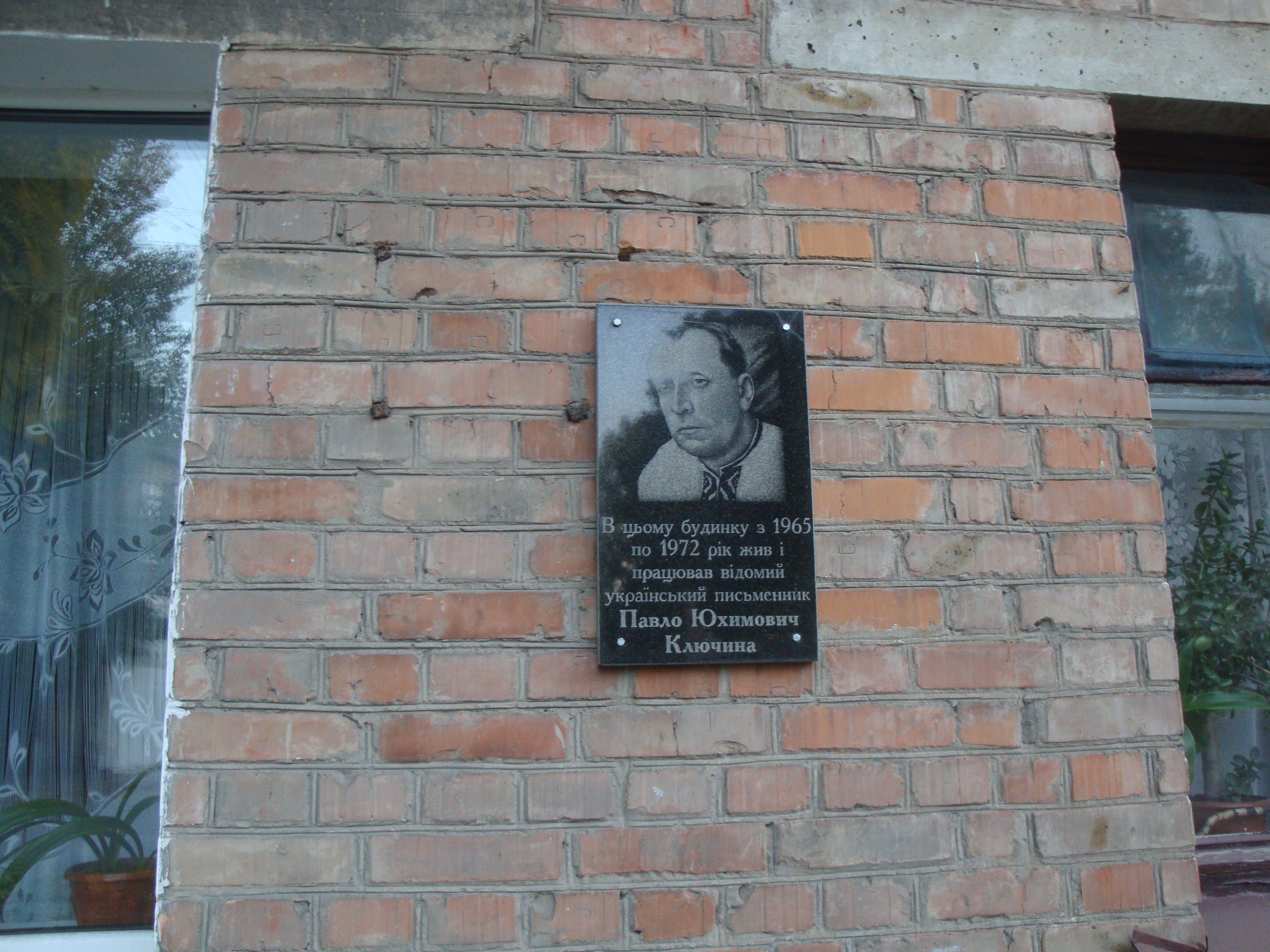
Меморіальна дошка в Ромнах.

- Одну з вулиць Ромен названо його ім'ям;
- На будинку на вулиці Коржівській № 15 в Ромнах, де він жив останні роки, встановлено меморіальну дошку[3];
- У Роменському краєзнавчому музеї постійно діє експозиція про життя і творчість літератора. Ім'я письменника увічнено також на меморіальній дошці, виготовленій для Роменського краєзнавчого музею скульптором Олегом Прокопчуком[3].